# Marocko i olympiska vinterspelen 1968
Marocko deltog i olympiska vinterspelen 1968. Marockos trupp bestod av 5 idrottare, alla var män som deltog i alpin skidåkning.

## Resultat

### Alpin skidåkning
- Storslalom herrar
  - Said Housni - 83
  - Hassan Lahmaoui - 86
  - Mohamed Aomar - DNF
  - Mimoun Ouitot - DNF

- Slalom herrar
  - Mehdi Mouidi - Gick inte vidare till andra åket
  - Hassan Lahmaoui - Gick inte vidare till andra åket
  - Mohamed Aomar - Gick inte vidare till andra åket
  - Said Housni - Gick inte vidare till andra åket